# Campeonato Sul-Americano de Rugby de 2012 - Divisão B
O Campeonato Sul-Americano de Rugby de 2012 - Divisão B foi a XIII deste evento, sob o comando da Confederação Sul-Americana de Rugby (CONSUR). As partidas foram realizadas na cidade venezuelana de Valencia, entre 9 e 15 de setembro do mesmo ano.
A seleção do Paraguai conquistou a competição. Com este resultado, os paraguaios asseguraram não apenas o direito de disputar uma vaga para o CONSUR A para 2013, como também mantiveram-se nas eliminatórias para Copa do Mundo de Rugby de 2015.

## Regulamento e participantes
O CONSUR B de 2012 contou com a presença de quatro países. Além da anfitriã Venezuela, também participaram do torneio as representações da Colômbia, do Paraguai e do Peru. 
O sistema de disputa foi com todos se enfrentando, em turno único. Ao final das três rodadas, a equipe que somasse mais pontos seria declarada campeã, outorgando a mesma o direito de disputar uma vaga na máxima categoria do próximo ano, contra o último colocado do CONSUR A de 2012. O torneio não previu descenso ao Sul-Americano Divisão C de 2013.

### Eliminatórias para a Copa do Mundo de Rugby de 2015
Para os participantes deste CONSUR B, o título da competição valia não apenas a possibilidade de ingressar a elite do rugby no continente. Estava também em jogo a continuidade nas eliminatórias para a Copa do Mundo de Rugby de 2015, que seria celebrada na Inglaterra.
Desta maneira, a partida da repescagem que envolveria o campeão deste torneio possuía uma dupla validade.

## Partidas da Divisão B de 2012
Seguem-se, abaixo, as partidas realizadas nesta competição.

### 1ª rodada
| 9 de setembro de 2012 | Paraguai | 54 - 17 | Colômbia                                                                      | Estádio Poliesportivo Arístides Pineda, Valencia |  |
|                       | Tries: Carlos Bareiro Diego Argaña Gerard Cuttier José Lezcano Manuel Careaga Rodrigo Llamosas Vicente Amigo Conv: Gerard Cuttier Manuel Careaga Vicente Amigo | reporte | Tries: Carlos Lopes Gerson Ortiz Oscar Forero Fandino Conv: Jose Manuel Diosa | Árbitro: Ricardo Sant'Anna                       |  |

| 9 de setembro de 2012 | Venezuela | 28 - 17 | Peru                                                           | Estádio Poliesportivo Arístides Pineda, Valencia |  |
|                       | Tries: Carlos Barboza 5' 25' Daniel Jaramillo 64' Gererdo Mohamada 35' Sergio Pulido 72' Drop: Pablo Barboza 79' | reporte | Tries: Luis Tejeda 51' Penais: Gustavo Martinez 2' 11' 30' 46' | Árbitro: Martín Lugo                             |  |

### 2ª rodada
| 12 de setembro de 2012 | Paraguai | 69 - 3  | Peru                        | Estádio Poliesportivo Arístides Pineda, Valencia |  |
|                        | Tries: Andres Nasser 37' Felix Zarate 61' Gerard Cuttier 75' Gonzalo Bareiro 29' Hugo Chavez 31' 65' José Lezcano 8' 52' 79' Martin Ortiz 69' Rodrigo Llamosas 21' Conv: Gerard Cuttier | reporte | Penais: Gustavo Martinez 4' | Árbitro: Ricardo Sant'Anna                       |  |

| 12 de setembro de 2012 | Venezuela                | 3 - 26  | Colômbia | Estádio Poliesportivo Arístides Pineda, Valencia |  |
|                        | Tries: Sergio Pulido 38' | reporte | Tries: Juan Pamplona 32' Jose Manuel Diosa 68' Conv: Jose Manuel Diosa Penais: Jose Manuel Diosa 16' 36' Drop: Emmanuel Bedoya 59' 73' | Árbitro: Matías Fresia                           |  |

### 3ª rodada
| 15 de setembro de 2012 | Colômbia | 49 - 9  | Peru                                 | Estádio Poliesportivo Arístides Pineda, Valencia |  |
|                        | Tries: Johan Larrota 4' Pablo Lemoine 8' Jesus Celis 30' Sebastian Mejia 52' 55' Bryan Campino Riascos 70' Conv: Jose Manuel Diosa Penais: Jose Manuel Diosa 48' 66' 77' | reporte | Penais: Gustavo Martinez 23' 28' 34' | Árbitro: Jean Paul Casanova                      |  |

| 15 de setembro de 2012 | Venezuela                                         | 8 - 73  | Paraguai | Estádio Poliesportivo Arístides Pineda, Valencia |  |
|                        | Tries: Rodrigo Salas 62' Penais: Sergio Pulido 6' | reporte | Tries: Rodrigo Llamosas 48' 70' Penalty Try 1' Martin Ortiz 54' 75' Gerard Cuttier 50' Felix Zarate 15' 58' Diego Argaña 44' Carlos Bareiro 18' 77' Conv: Vicente Amigo | Árbitro: Matías Fresia                           |  |

### Classificação Final
| Seleção   | Vitórias | Empates | Derrotas | Pontos a favor | Pontos contra | Pontos +/- | Pontos |
| --------- | -------- | ------- | -------- | -------------- | ------------- | ---------- | ------ |
| Paraguai  | 3        | 0       | 0        | 196            | 28            | +168       | 9      |
| Colômbia  | 2        | 0       | 1        | 92             | 66            | +26        | 6      |
| Venezuela | 1        | 0       | 2        | 39             | 116           | -77        | 3      |
| Peru      | 0        | 0       | 3        | 29             | 146           | -117       | 0      |

- Critérios de pontuação: vitória = 3, empate = 1, derrota = 0
- Com esta conquista, o Paraguai assegurou presença na repescagem, onde enfrentaria o último colocado do CONSUR A de 2012 [4]

## Repescagem
Com a conquista do CONSUR B, o Paraguai enfrentou o Brasil na casa do adversário (sede da partida então definida pelo ranking da IRB na ocasião), em uma disputa que valia um lugar no CONSUR A de 2013, além de manter a equipe vencedora dentro das eliminatórias para a Copa do Mundo de Rugby de 2015.
Os paraguaios, com a derrota, foram relegados a permanecer na Divisão B em 2013.
| 27 de outubro de 2012 | Brasil | 35 - 22 | Paraguai | Estádio Nicolau Alayon, São Paulo |  |
|                       | Tries: 8' 45' Erick Cogliandro 15' Felipe Claro 35' Moisés Duque Conv: 15' 35' 45' Erick Cogliandro Penais: 62' Erick Cogliandro 73' 80+1' Lucas Duque | reporte | Tries: 36' Juan Gomez 41' Martín Ortiz 79' Felia Zarate Conv: 36' 79' Gerrad Cuttier Penais: 19' Gerrad Cuttier | Árbitro: Federico Anselmo         |  |

## Campeão CONSUR  B 2012
| Campeonato Sul-Americano de Rugby 2012 Divisão B |
| ------------------------------------------------ |
| Paraguai Campeão (3º título)                     |